# Kreisgericht Köthen (Anhalt)
Das Kreisgericht Köthen war von 1850 bis 1879 ein Kreisgericht im Herzogtum Anhalt-Dessau bzw. Herzogtum Anhalt mit Sitz in Köthen.

## Geschichte
Mit der Märzrevolution war eine umfassende Verwaltungs- und Justizreform verbunden. Die Trennung der Rechtsprechung von der Verwaltung wurde eingeführt und die Patrimonialgerichte abgeschafft. Die Verwaltungsaufgaben übernahmen die Kreisdirektionen und die Gerichtsfunktionen die Kreisgerichte und Kreisgerichtskommissionen. Als Instanzengericht wurde das Oberlandesgericht Dessau gebildet. Dieses war nicht mit einem heutigen Oberlandesgericht vergleichbar, sondern hatte die Funktion eines Appellationsgerichtes. Darüber stand das Oberappellationsgericht Jena als letzte Instanz.
In Köthen entstand so das Kreisgericht Köthen. Sein Bezirk umfasste die Bezirke folgender früherer Gerichte:
| Früheres Gericht                                      | Sprengel | Einwohner 1851 |
| ----------------------------------------------------- | --- | -------------- |
| Stadtgericht Köthen                                   | Stadt Köthen | 8116           |
| Justizamt Köthen                                      | Dörfer Geutz, Groß Paschleben, Trinum, Frenz, Vorwerk Wendorf, Mörbzig, Kleinwülknitz, Großwülknitz, Edderitz, Pilschenhöh, Baasdorf, Arensdorf, Prosigk, Ziebigk, Locherau, Libehna, Pfriemsdorf, Kleinbadegast und Großbadegast einschließlich der Domäne         | 4845           |
| Justizamt Reinsdorf                                   | Dörfer Reinsdorf, Maasdorf, Piethen, Hohnsdorf, Trebbichau an der Fuhne, Rohndorf, Glauzig, Görzig, Schortewitz, Zeundorf, Priesdorf, Kösitz, Großweißandt, Gahrendorf, Großgölzau, Kleingölzau, Kleinweißandt, Kleinelsdorf, Gnetsch, Fernsdorf, Kosa und Rießdorf | 4521           |
| Justizamt Wulfen (ohne Brambach)                      | Dörfer Wulfen, Drosa, Diebzig, Zabitz, Elsdorf, Trebbichau, Pißdorf, Osternienburg, Vorwerk Eibbesdorf, Klein Zerbst, Würklau, Porst, Zehringen, Klepzig, Osterföthen, die holländische Mühle, Merzien, Hohsdorf und Breesen                                        | 4248           |
| Patrimonialgericht Thurau                             | Thurau | 109            |
| Der kleinere Teil des Justizamts Nienburg nahe Köthen | Dörfer Kleinpaschleben, Mölz, Krüchern, das Gasthaus zu Neunfinger, Wohlsdorf, Biendorf, Plömnitz und Preußlitz | 1936           |
| Der größere Teil des Justizamts Nienburg              | Stadt Nienburg mit der Domäne Grimschleben und die Dörfer Wispitz, Wedlitz, Gerbitz, Pobzig, den Vorwerken Borgesdorf und Weddegast und das Dort Latdorf | 4235           |
| Justizamt Warmsdorf                                   | Stadt Güsten und die Dörfer Ilberstedt, Neundorf, Giersleben mit Salmuthshof, Amesdorf, Warmsdorf und Klein Schierstedt | 5101           |
| Justizamt Sandersleben                                | Stadt Sandersleben und die Dörfer Freckleben, Drohndorf, Mehringen, Klein Schierstedt, Schackenthal und Unterwiederstedt | 5181           |
| Justizamt Gröbzig                                     | Stadt Gröbzig und die Dörfer Berwitz, Dohndorf, Gerlebock, Ilbersdorf, Kattau, Körmigk, Pfaffendorf, Pfitzdorf, Sixdorf, Werdershausen und Wiensdorf | 3308           |
| Summe                                                 | | 41.600         |

Das Gericht bestand aus einem Direktor und weiteren Richtern. Für die genannten Gerichtsbezirke wurden Kreisgerichtskommissionen in Nienburg, Güsten, Sandersleben und Gröbzig eingerichtet. Dort bestand jeweils die Stelle eines Einzelrichters, der Mitglied des Kreisgerichts war und geringere Fälle als Einzelrichter entschied. Wesentlichere Fälle wurden im Kreisgericht von einer Kammer entschieden.
Nach der Einführung der Reichsjustizgesetze 1879 entstand eine neue Gerichtsstruktur. An der Spitze des Instanzenzugs stand nun das Reichsgericht, dem das gemeinsame Oberlandesgericht Naumburg nachgeordnet war. Das Herzogtum Anhalt bildete den Sprengel des Landgerichts Dessau. Darunter befanden sich unter anderem das Amtsgericht Köthen. Das Kreisgericht Köthen wurde aufgehoben.

## Gerichtsgebäude
Seit 1847 war das Justizamt Köthen und ab 1850 das Kreisgericht im Köthener Schloss untergebracht, nachdem die Linie Anhalt-Köthen ausgestorben war. Leopold IV. Friedrich erbte das Schloss und richtete hier – neben dem Kreisgericht – die Kreisdirektion und die Bauverwaltung ein. An der Ostseite des Schlosses wurde ein Gefängnisbau errichtet, der 1991 abgerissen wurde.